# Iarăș, Covasna
Iarăș , mai demult Niarăș (maghiară Nyáraspatak) este un sat în comuna Hăghig din județul Covasna, Transilvania, România. Se află în partea de vest a județului, în Depresiunea Bârsei.